# Nederlandse kampioenschappen schaatsen afstanden 2016 - 500 meter vrouwen
De 500 meter vrouwen op de Nederlandse kampioenschappen schaatsen afstanden 2016 werd in december 2015 in ijsstadion Thialf te Heerenveen over twee ritten verreden, waarbij de twintig deelneemsters ieder een keer in de binnenbaan en een keer in de buitenbaan startten.
Titelverdedigster was Margot Boer die de titel pakte tijdens de NK afstanden 2015. Ze prolongeerde haar titel voor de derde maal op rij.

## Uitslag
| #      | Schaatsster          | 1e      | pos | 2e      | pos | Punten |
| ------ | -------------------- | ------- | --- | ------- | --- | ------ |
| Goud   | Margot Boer          | 0.38,60 | 1   | 0.38,66 | 2   | 77,275 |
| Zilver | Janine Smit          | 0.39,08 | 5   | 0.38,52 | 1   | 77,611 |
| Brons  | Marrit Leenstra      | 0.38,86 | 3   | 0.38,85 | 3   | 77,711 |
| 4      | Floor van den Brandt | 0.38,74 | 2   | 0.38,97 | 6   | 77,724 |
| 5      | Mayon Kuipers        | 0.39,01 | 4   | 0.38,84 | 3   | 77,868 |
| 6      | Anice Das            | 0.39,22 | 6   | 0.38,92 | 5   | 78,151 |
| 7      | Bo van der Werff     | 0.39,23 | 7   | 0.39,15 | 6   | 78,386 |
| 8      | Annette Gerritsen    | 0.39,48 | 9   | 0.39,25 | 8   | 78,739 |
| 9      | Rosa Pater           | 0.39,34 | 8   | 0.39,61 | 11  | 78,957 |
| 10     | Moniek Klijnstra     | 0.39,55 | 10  | 0.39,47 | 9   | 79,026 |
| 11     | Letitia de Jong      | 0.39,55 | 11  | 0.39,54 | 10  | 79,099 |
| 12     | Bente van den Berge  | 0.39,86 | 12  | 0.39,71 | 12  | 79,576 |
| 13     | Dione Voskamp        | 0.40,00 | 13  | 0.39,95 | 13  | 79,961 |
| 14     | Lotte van Beek       | 0.40,16 | 14  | 0.40,03 | 14  | 80,207 |
| 15     | Naomi Weeland        | 0.40,45 | 15  | 0.40,19 | 15  | 80,644 |
| 16     | Manouk van Tol       | 0.40,73 | 19  | 0.40,63 | 16  | 81,368 |
| 17     | Aveline Hijlkema     | 0.40,61 | 16  | 0.40,88 | 19  | 81,491 |
| 18     | Isabelle van Elst    | 0.40,68 | 17  | 0.40,85 | 18  | 81,541 |
| 19     | Danouk Bannink       | 0.40,72 | 18  | 0.40,96 | 20  | 81,690 |
| 20     | Leeyen Harteveld     | 0.41,09 | 20  | 0.40,63 | 17  | 81,732 |
| WDR    | Jorien ter Mors      | –       | WDR | –       |     | –      |

Uitslag op
1987 · 
1988 · 
1989 · 
1990 · 
1991 · 
1992 · 
1993 · 
1994 · 
1995 · 
1996 · 
1997 · 
1998 · 
1999 · 
2000 · 
2001 · 
2002 · 
2003 · 
2004 · 
2005 · 
2006 · 
2007 · 
2008 · 
2009 · 
2010 · 
2011 · 
2012 · 
2013 · 
2014 · 
2015 · 
2016 · 
2017 · 
2018 · 
2019 · 
2020 · 
2021 · 
2022 · 
2023 · 
2024 · 
2025